# Mihail Andrejevics Szuszlov
Mihail Andrejevics Szuszlov (oroszul: Михаил Андреевич Суслов; 1902. november 21. – 1982. január 25.) orosz nemzetiségű szovjet politikus és ideológus, a Szovjetunió Kommunista Pártja Politikai Bizottsága tagja.
1921-ben lépett be a pártba. Közgazdaságtant tanult a Plehanov Intézetben és a Vörös Professzorok Közgazdasági Intézetében, később a Moszkvai Állami Egyetemen és az Ipari Akadémián tanított. 1931-ben tagja lett egy ellenőrző bizottságnak, amely Sztálin tisztogatásait felügyelte az Urál-hegységben és Ukrajnában. 1939-ben Sztavropol párttitkára lett és az SZKP Központi Bizottsága Központi Ellenőrző Bizottságának tagja. 1941-ben soron kívül lett a Központi Bizottság tagja.

## Litvánia főkomisszárja
A második világháború alatt a csecsenek és más muszlim kisebbségek deportálását felügyelte a Kaukázusban. 1944 és 1946 között a Litvánia ügyeiért felelős Össz-szövetségi Központi Bizottsági Hivatalát vezette. A háború után Litvániába küldték, hogy visszaállítsa a szovjet uralmat. Egész falvakat küldött szibériai táborokba. Elterjedt történet, hogy a Litván Kommunista Párt negyedik kongresszusa után Szuszlov néhány hasonszőrű kommunistának a következőt mondta: "Litvánia litvánok nélkül fog maradni."

## Moszkva, az ideológia irányítója
Részben litvániai könyörtelenségéért jutalmul 1946-ban Sztálin beültette az Orgbüró nevű hivatalba, és munkát adott neki a Központi Bizottság apparátusában is. 1947-ben a Párt Titkárságára léptették elő, az itteni posztját élete végégig betöltötte. Miután Andrej Zsdanov 1948-ban meghalt, ő lett felelős a pártideológiáért, 1949 és 1951 között a Pravda pártlap főszerkesztője is volt.
Egy pletyka szerint amikor Sztálin ideges volt, gyakran hívatta Szuszlovot, és ilyenkor azzal vezette le a feszültségét, hogy Szuszlov hátsóját rugdosta.[forrás?] Ugyanakkor a pártfőtitkárok bűvkörében akkora hatalmat halmozott fel, hogy gyakran emlegették szürke eminenciásként.

## Túlélte Sztálint és Hruscsovot
1952-ben az akkor Prezídiumnak nevezett Politikai Bizottságba emelték. Előmenetele megtorpant, amikor Sztálin 1953-ban meghalt, ekkor ideiglenesen kiesett a Prezídiumból. 1954-ben azonban már a Szovjetunió Külügyi Bizottságának elnöke, 1955-ben pedig újra a Prezídium teljes tagja, kihagyva a szokásos tagjelölt státuszt.
1957 júniusában Nyikita Hruscsov, az SZKP akkori főtitkára mellé áll, amikor annak meg kell küzdenie Georgij Malenkov, Vjacseszlav Molotov, Lazar Kaganovics és Dmitrij Sepilov csoportjával. A következő év októberében "bonapartizmussal" vádolta meg Georgij Zsukov honvédelmi minisztert a Központi Bizottság ülésén. Zsukovot kizárták a pártból és elmozdították posztjaiból. A hadsereg így erős pártkontroll alá kerülhetett.
A későbbiekben az egyik fő szervezője annak a puccsnak, amely elmozdítja Hruscsovot 1964 októberében és Leonyid Brezsnyevet emelte a pártfőtitkári székbe. Halálát jelzésnek tekintették a Brezsnyev utódlásáért folyó harc megindulására, amelyet Jurij Andropov, Szuszlov ideológiájának folytatója nyert meg Andrej Kirilenko és Konsztantyin Csernyenko előtt.

## Szerepe 1956-ban
1956 júniusában Szuszlov volt az, aki kétértelmű moszkvai üzenetet adott át a magyar pártvezetésnek, amely szerint Rákosinak maradnia kell, de Kádár Jánost is be kell emelni a vezetésbe mint a nép emberét és mint nem zsidó származású pártembert. Szuszlov kiemelte, hogy túl sok a zsidó a magyar vezetésben, kifejezve azt az SZKP-ben akkor uralkodó véleményt, hogy ha „nemzeti káderekkel” erősítik a magyar pártvezetést, le lehet szerelni a fokozódó belpolitikai elégedetlenséget Magyarországon.
Szuszlov október 24–31. között, majd novemberben újra Magyarországon járt, más szovjet vezetőkkel együtt, és fontos szerepe lehetett a szovjet álláspont alakulásában.

## Művei magyarul
- Közlemény a Kommunista és Munkáspártok Tájékoztató Irodájának értekezletéről. M. Suslov, P. Togliatti, Gheorghe Gheorghiu-Dej beszámolói; MDP, Bp., 1949
- A magyar eseményekről. Részlet Szuszlov elvtárs beszédéből; s.n., s.l., 1956
- Beszéd a Szovjetunió Kommunista Pártja 20. kongresszusán. 1956. február 16.; Politikai Kiadó, Bukarest, 1956
- A kiváló leninista forradalmár. Georgi Dimitrov születésének 90. évfordulójára / M. Szuszlov: A kommunista világmozgalom kimagasló személyisége / B. Ponomarjov: G. Dimitrov eszmei hagyatéka és a jelenkor; Novosztyi, Moszkva, 1972

## Fordítás
- Ez a szócikk részben vagy egészben  a   Mikhail Suslov című angol Wikipédia-szócikk ezen változatának fordításán alapul.  Az eredeti cikk szerkesztőit annak laptörténete sorolja fel. Ez a jelzés csupán a megfogalmazás eredetét és a szerzői jogokat jelzi, nem szolgál a cikkben szereplő információk forrásmegjelöléseként.